# Salassa
Salassa egy olasz település a Piemont régióban.

## Külső hivatkozások
- A település weboldala
- Sito su Salassa
- Sito Società Filarmonica Salassese[halott link]
- Sito Potezione Civile di Salassa
- Sito Meteo di Salassa
- Sito Festa di Sant'Isidoro[halott link]